# Reggie Smith
Reginald D. "Reggie" Smith (San José, California, 21 de febrero de 1970) es un exjugador de baloncesto estadounidense que jugó dos temporadas en la NBA, además de hacerlo en la liga española, la francesa y la australiana. Con 2,08 metros de estatura, lo hacía en la posición de ala-pívot.

## Trayectoria deportiva

### Universidad
Jugó durante cuatro temporadas más con los Horned Frogs de la Universidad Cristiana de Texas, en las que promedió 13,5 puntos y 8,0 rebotes por partido. En sus dos últimas temporadas fue incluido en el mejor quinteto de la desaparecida Southwest Conference, siendo el único jugador en la historia de los Horned Frogs en conseguir más de 1.600 puntos y 900 rebotes.

### Profesional
Fue elegido en la trigésimo primera posición del Draft de la NBA de 1992 por Portland Trail Blazers, donde jugó dos temporadas en las que apenas contó para su entrenador, Rick Adelman. Su mejor actuación se produjo ante Detroit Pistons en la temporada 1993-94, consiguiendo 6 puntos y 10 rebotes.
En 1994 se marcha a jugar al Valvi Girona de la liga ACB, pero solo disputa tres partidos antes de caer lesionado, en los que promedia 11,3 puntos y 5,3 rebotes. tras recuperarse, acaba la temporada en los Newcastle Falcons de la australiana.
En 1995 regresa a Europa para sustituir a Gheorghe Muresan en el Pau-Orthez de la liga francesa, pero una nueva lesión semanas después le obliga a dejar el baloncesto en activo.

## Estadísticas de su carrera en la NBA

### Temporada regular
| Temporada | Edad | Equipo                 | Liga | P  | TIT | MIN | TC  | TCA | %TC  | 3P  | 3PA | %3P  | TL  | TLA | %TL  | R.OF. | R.DEF. | REB | ASIS | ROB | TAP | PER | FP  | PTS |
| 1992-93   | 22   | Portland Trail Blazers | NBA  | 23 | 0   | 3.0 | 0.4 | 1.2 | .370 | 0.0 | 0.0 | .000 | 0.1 | 0.6 | .214 | 0.7   | 0.3    | 0.9 | 0.0  | 0.2 | 0.0 | 0.2 | 0.7 | 1.0 |
| 1993-94   | 23   | Portland Trail Blazers | NBA  | 43 | 9   | 7.3 | 0.7 | 1.7 | .403 | 0.0 | 0.0 |      | 0.4 | 0.9 | .474 | 0.9   | 1.4    | 2.3 | 0.1  | 0.3 | 0.1 | 0.3 | 1.1 | 1.8 |
| Total     |      |                        | NBA  | 66 | 9   | 5.8 | 0.6 | 1.5 | .394 | 0.0 | 0.0 | .000 | 0.3 | 0.8 | .404 | 0.8   | 1.0    | 1.8 | 0.1  | 0.2 | 0.1 | 0.2 | 1.0 | 1.5 |